# Латвія на зимових Олімпійських іграх 2018
Латвія на зимових Олімпійських іграх 2018, які проходили з 9 по 25 лютого в Пхьончхані (Південна Корея), була представлена 34 спортсменами в 9 видах спорту.

## Медалісти
| Медалі | Спортсмени                   | Вид спорту | Дисципліна        | Дата      |
| ------ | ---------------------------- | ---------- | ----------------- | --------- |
| Бронза | Оскар Мелбардіс Яніс Стренга | Бобслей    | двійки (чоловіки) | 19 лютого |

## Спортсмени
| Вид спорту      | Чоловіки | Жінки | Всього |
| --------------- | -------- | ----- | ------ |
| Біатлон         | 2        | 0     | 2      |
| Санний спорт    | 7        | 3     | 10     |
| Фігурне катання | 1        | 1     | 2      |
| Шорт-трек       | 2        | 0     | 2      |
| Усього          | 12       | 4     | 16     |